# Huis ter Cleeff
Het Huis ter Cleeff is een complex van 70 woningen in het Ter Kleefkwartier in de Nederlandse stad Haarlem.
Het betreft woningen aan de:
- Jan Haringstraat - Schoterveenpolder
- Kleverlaan - Kleverpark-noord
- Marnixstraat - Kweektuinbuurt

## Architectuur
Het complex is ontworpen door de architect J.B. van Loghem (1881-1940) in opdracht van Woningbouwvereeniging Huis ter Cleeff.

## Woningbouwvereniging
Oprichting van de vereniging was op 5 maart 1918. Op 14 november 1919 is A.J. de Landmeter benoemd in het voorlopige bestuur als voorzitter van de vereniging.

## Rijksmonument
Op 16 november 1999 verkreeg het Huis ter Cleeff zijn rijksmonumentenstatus.